# Кръстю Буфчето
Кръстю Петров, известен като Буфчето, е български революционер, деец на Вътрешната македоно-одринска революционна организация.

## Биография
Роден е в леринското село Буф, тогава в Османската империя. Внук е на участника в Кресненско-Разложкото въстание поп Константин Буфски, а брат му Наум Петров – Буфчето е войвода на ВМОРО. В началото на 1906 година Кръстю Буфчето е четник на Георги Сугарев в Марихово. Кръстю Буфчето и Петко Кънев са двамата четници, които се спасяват с помощта на местни селяни след разгрома на четата им край Паралово на 23 март 1906 година. През 1907 година влиза в четата на Христо Цветков и участва в сражението на връх Ножот, където и намира смъртта си.